# 中华人民共和国对外贸易部
对外贸易部是中华人民共和国国务院曾經存在的一個部門。1952年，中央人民政府贸易部被撤銷後，成立中央人民政府对外贸易部和中央人民政府商业部。1954年，中央人民政府对外贸易部改称為中华人民共和国对外贸易部。1982年，與出口管理委员会、对外经济联络部和外国投资管理委员会合併為對外經濟貿易部。

## 历任部长
1. 叶季壮
2. 林海云（代理部长）
3. 白相国（革命委员会主任）
4. 李　强
5. 郑拓彬